# Кауч, Пол
Пол Кауч (англ. Paul Couch; 19 июля 1964, Варрнамбул, Виктория, Австралия — 5 марта 2016, Апполо-Бэй, Виктория, Австралия) — австралийский игрок в австралийский футбол, известный по выступлениям за Geelong Football Club [en] (1985—1997), за который сыграл 259 матчей и забил 203 мяча.
Обладатель Brownlow Medal [en] 1989.
Его сын Том Кауч (1988) с 2012 по 2013 года выступал за ФК Мельбурн.
Ушёл из жизни 5 марта 2016 года от инфаркта миокарда.